# Station Walthamstow Queens Road
Walthamstow Queens Road is een spoorwegstation van National Rail aan de Gospel Oak to Barking Line in Waltham Forest in Engeland. Het station is eigendom van Network Rail en wordt beheerd door London Overground.